# Jacques-Ambroise Duchemin de Villiers
 (août 2023).
Pour les articles homonymes, voir Duchemin.
Jacques-Ambroise Duchemin de Villiers, né le 27 juin 1764 à Laval, paroisse de la Trinité, et mort le 5 août 1846 dans la même ville, est un avocat, botaniste et historien français.

## Biographie

### Origine
Fils de Jacques Duchemin de la Maisonneuve et d'Artémise-Catherine-Marie-Anne Touchard de Sainte-Plaine. Sa sœur ainée épousa M. Boullier, d'Ernée. Il est le parrain, le 31 octobre 1772, de sa sœur cadette, Artémise Duchemin,, ainsi que celui de son neveu Isidore Boullier.

### Armoiries
Sa famille, originaire du Maine, avait pour armoiries : "d'or au dromadaire passant de sable".
Le symbole du dromadaire dans un blason signifiait souvent un voyage en Orient voire en Terre Sainte.

### Biographie

#### Débuts
Après avoir fait ses études classiques au collège de Laval, il étudie le droit à la faculté de Rennes, où il prend sa licence en 1785. Il se fait inscrire la même année comme avocat au siège ordinaire de Laval. 
Jeune avocat, il est choisi presque aussitôt par le comte de Maillé, baron d'Entrammes, comme procureur fiscal de sa baronnie.

#### Procureur fiscal
Comme René Pichot de la Graverie, et Hoisnard, son oncle; dont il recueillera les œuvres manuscrites, il se met à
rédiger non seulement ses propres plaidoyers, mais aussi le résumé des causes débattues devant lui. Il annote en même temps la Coutume du Maine, donne par écrit de nombreuses consultations, puis, comme ses prédécesseurs, inscrit parmi ses notes journalières le procès-verbal des séances de l'Hotel-de-Ville, et à la Révolution française les délibérations des assemblées communales.

#### Révolution française
Il accepte lui-même un rôle dans l'organisation du district de Laval, le 8 juillet 1790. Nommé procureur syndic, ses fonctions étaient des plus laborieuses. Sur sa proposition, et à défaut d'un local affecté comme lieu de réunion pour le district, Jacques-Ambroise Duchemin de Villiers offrit la grande salle de la maison de son père, au faubourg Saint-Martin. Cette proposition est acceptée provisoirement.
Dès le début, du reste, il ne déguise pas ses appréhensions, sinon ses répugnances, pour le nouvel ordre de choses. Il quitte, en effet, ses fonctions de procureur syndic le 8 février 1791.
Après sa démission il redevint avocat et plaide, devant le tribunal révolutionnaire.

#### Prisons
À l'arrivée du conventionnel Joseph Fouché à Laval, le 25 mars 1793, il est du nombre des quarante suspects qu'on lui désigne et qui sont renfermés aux Bénédictines de Laval. Il est libéré le 21 juillet 1793, et se réfugie tout d'abord en campagne.
Il décide après l'emprisonnement de ses parents à s'éloigner davantage.

#### Bibliothèque
Lors de la Terreur, obligé de quitter sa famille et ses occupations professionnelles, il augmente sa bibliothèque, par de nombreuses acquisitions,. Il acquiert beaucoup de classiques français en éditions originales, des elzéviers, des ouvrages de droit, des livres scientifiques et autres, qui finissent par former une bibliothèque de 6 000 volumes.

#### Royaliste
Il est emprisonné une seconde fois à Paris. Il semble avoir été libéré après le 9 thermidor. Il va bientôt fixer sa résidence à Chartres, où il se donne tout entier à l'étude. Il rentre en effet à Laval, mais pour assez peu de temps, car 1797 est marquée par une recrudescence de mesures violentes.
Il rejoint son pays après le désarmement complet des royalistes, en 1800. À la nouvelle organisation des tribunaux sous le Premier empire, en 1811, il retrouve une fonction de judicature. Il est nommé ensuite conseiller de préfecture par la Restauration, le 29 décembre 1814,. Le gouvernement des Cent-Jours le laisse en charge.
Lorsque Paul Étienne de Villiers du Terrage, révoqué à la chute définitive de Napoléon, quitte Laval, il lui laisse l'administration provisoire. Le chargé d'affaires doit prévenir les accidents qui pouvaient se produire par suite de conflits entre la troupe régulière, qui ne connaissait pas ou ne reconnaissait pas encore le changement de gouvernement,et la petite armée royaliste qui, même avisée de la rentrée de Louis XVIII, ne voulait pas s'être réunie pour rien.
Il devient par la suite procureur du roi, et obtint un peu plus tard la présidence, du tribunal de première instance. Il obtient la Légion d'honneur en 1825. Il est Bibliothécaire de Laval de 1820 à 1822. Ultra-royaliste, il démissionne en 1830.

#### Œuvres
Il rédige un double catalogue de sa bibliothèque, l'un descriptif des volumes, l'autre méthodique,.
Duchemin s'occupa de sciences diverses. Il étudie la botanique et a l'avantage de connaitre de Jussieu et l'un de ses disciples, Louis Claude Richard qu'il suit l'un et l'autre dans des herborisations aux environs de Paris, spécialement à Meudon en 1795 et 1796. Il réunit, entre autres, un herbier dont les échantillons, desséchés avec soin, sont attachés délicatement aux pages de deux gros in-folios,. Un de ses herbiers, réalisé à partir de 1796, est conservé au Musée des Sciences de Laval.
À la fin de sa carrière et après sa démission du 12 août 1830, il s'adonne surtout aux recherches historiques, prenant son sujet dans l'histoire locale, mais en généralisant les faits pour donner à ses études une portée supérieure. Il correspond avec les historiens qu'il consultait ou qui l'interrogeaient : Cauvin, Marchegay, Verger, Magdelaine, l'abbé Tournesac, Marchegay, Augustin Thierry.
Il laissait aussi plusieurs manuscrits:
- Cours complet de jurisprudence[n 15], in-4, couvert de parchemin.
- Recueil de sentences et de notions et remarques relatives à la jurisprudence, commencé à la Saint-Martin 1785, in-4, couvert de parchemin.
- Recueil d'extraits, analyses, remarques, notes, etc. Travail commencé dès sa jeunesse et continué jusqu'à la fin de sa vie[n 16], in-4, carton.
- Travaux historiques Histoire abrégée de Laval, et morceau assez étendu sur la destruction des Jésuites, in-4, couvert de papier.
- Notes écrites sur les événements qui se sont passés à Laval, 1814-1843. Sur feuilles volantes renfermées dans un carton[n 17].
- Notes sur le Code civil.
- Dictionnaire Lavallois, ou locutions particulières au pays de Laval, accompagné d'une petite pièce de vers par Charles Piquois.
- Notes météorologiques, 1817-1837.
- Notes sur les abeilles.

#### Publications
- Essais historiques sur la ville et le pays de Laval en la province du Maine, avec des explications élémentaires et théoriques en faveur des personnes qui n'ont pas vécu sous l'ancien régime et qui désirent le connoître, par un ancien magistrat de Laval, Laval : impr. de J. Feillé-Grandpré, 1837-1843. 2 vol. in-8° , pl[17].
- Essai sur le Régime Féodal. [Essais Historiques sur la Ville et le Pays de Laval en la Province du Maine]. Imprimerie de J. Feillé-Grandpré à Laval. Etiquette de Librairie de Piété et d'Education de H. Godbert, Rue de la Trinité à Laval (Mayenne). 1837. 129 p.

### Fonds Couanier
Il est à l'origine de plusieurs documents faisant partie du Fonds Couanier, on y trouve:
- Les documents trouvés par Jacques-Ambroise Duchemin de Villiers dans sa famille :
  - Journal des événements de la première moitié du XVIIIe siècle tenu par René Duchemin du Tertre[n 18] (1662-1738), prêtre de Saint-Vénérand
  - Les Consultations, pièces de procédure, etc.[n 19], d'Ambroise Touschard, XVIIe siècle[n 20]
  - Plusieurs registres contenant les Actes de gestion des affaires de l'hôpital et de l'administration urbaine tenus par MM. Duchemin du Tertre et Duchemin de la Gimbretière, au commencement du XVIIIe siècle
  - Les Compilations et rédactions diverses[n 21] de René Pichot de la Graverie. Il contient des extraits de divers auteurs.
  - 4 volumes des Sentences prononcées[n 22] au siège ordinaire de Laval de 1712 à 1755
  - un Traité des fiefs[n 23]
  - une copie[n 24] de Jacques Le Blanc de La Vignolle sur le Comté de Laval
  - Deux volumes de consultations de René Pichot de la Graverie[n 25]
  - deux volumes des causes jugées à Laval par Hoisnard.
- Ceux collectionnés par Duchemin de Villiers :
  - les Factums de procès
  - les Imprimés de circonstance
  - les publications imprimées à Laval pendant la Révolution française et quelques-uns antérieurs.
  - On y trouve par exemple les  Discours prononcés à la Convention à l'occasion du procès de Louis XVI, tous imprimés à Laval, par Dariot ou par Faur.
  - Il y a aussi un exemplaire de la Relation des fêtes qui eurent lieu au couvent des dominicains de Laval pour la canonisation de saint Pie V..
- Les travaux et la correspondance de Duchemin de Villiers :
  - Un Cinquième essai sur l'histoire de Laval, concernant l'histoire ecclésiastique[n 26]
  - Un grand nombre de Notes
  - Sa Correspondance avec sa famille et ses amis de 1789 à 1798 ; postérieurement sa correspondance avec les historiens qu'il consultait ou qui l'interrogeaient : Cauvin, Marchegay, Verger, Magdelaine, l'abbé Tournesac, ...
  - Ses Mémoires qui concernent surtout la période de 1815 à 1845.
  - Les Copies qu'il faisait faire dans les dépôts publics surtout à Paris et spécialement par M. de Certain.
  - Les Aveux de Laval, 1445, publiés par le Bulletin de la Commission historique et archéologique de la Mayenne
  - Une transcription du cartulaire d'Evron.
  - Une Analyse d'un Censif du XVIIIe siècle de tout le comté de Laval

Ses manuscrits et sa correspondance avec sa sœur se trouvent à la Bibliothèque municipale de Laval. L'ensemble de ses archives conservées au Château de Vaucenay à Argentré, a été microfilmé. Parfois très détaillée, cette correspondance est utilisée dans des travaux historiques.